# Madouc
Madouc is een boek geschreven door Jack Vance. Het is deel drie van de serie Lyonesse. De oorspronkelijke titel is Lyonesse:Book III - Madouc, 1989. In het Nederlands verschenen in een vertaling van Annemarie van Ewijck in 1990.
Het boek is een vervolg op De groene parel.
Lyonesse maakt deel uit van een eilandenrijk dat zuidelijk van Ierland en ten westen van Frankrijk (Armorica, het huidige Bretagne) in de Atlantische Oceaan gelegen zou hebben.

## Verhaal
Het eerste deel van het boek beschrijft hoe Madouc aan het hof van koning Casmir opgroeit tot een eigenzinnig, druk en ongezeglijk kind dat voortdurend in conflict is met haar gouvernantes.
Madouc wordt het hofleven op een zeker moment te veel en gaat op zoek naar haar moeder, de elf Twisk, die zij ontmoet diep in het woud van Tantrevalles, bij de elvenschoei van koning Throbius. Hier hoort zij van de verwikkelingen die rond haar verwekking plaatsvonden.
Koning Aillas van Troicinet doet ondertussen op politiek en militair gebied zijn best om aan Casmirs drang tot machtsuitbreiding het hoofd te bieden.
Murgen, de machtigste der nog levende magiërs, probeert in zijn huis hoog in de bergen de grootschalige gebeurtenissen te doorgronden die naar hij voelt in het onbekende aan de gang zijn. Murgen blijft zich daarbij afvragen wat er precies met de heks Desmeï is gebeurd, toen zij haar toenmalige bestaan stopte en de mooie doch apathische Melancthe schiep. Hij vertrouwt Shimrod, zijn telg en zijn steun en toeverlaat, toe dat hij magie vermoedt, afkomstig van de demonenwereld Xabiste.
Torqual, de rover die door Casmir is ingehuurd om met zijn bende een sfeer van angst en achterdocht op de hooglanden te scheppen, blijkt via Melancthe ongemerkt in dienst te komen van de macht van Xabiste.
Aan het hof van Haidion heeft ondertussen de gluiperige priester Umphred Casmir op de hoogte gebracht van de achtergrond van een oude voorspelling, die te maken heeft met het geheime verleden van Dhrun, zoon van Aillas van Troicinet, en Suldrun, dochter van Casmir, die zo smartelijk aan haar eind kwam, niet lang na de geboorte van haar zoon. Madouc heeft weet van deze ontwikkeling. Na verwikkelingen op militair, demonisch en politiek gebied komen de diverse zaken tot een ontknoping.